# Municipio de Laurel Creek
El municipio de Laurel Creek (en inglés: Laurel Creek Township) es un municipio ubicado en el  condado de Watauga en el estado estadounidense de Carolina del Norte. En el año 2010 tenía una población de 1.947 habitantes.

## Geografía
El municipio de Laurel Creek se encuentra ubicado en las coordenadas 36°14′56.45″N 81°49′49.41″O / 36.2490139, -81.8303917.